# Wielka Synagoga w Białymstoku
Wielka Synagoga w Białymstoku – synagoga w Białymstoku znajdująca się przy ulicy Suraskiej. Spalona w 1941 roku.

## Historia
Synagoga została zbudowana w latach 1909–1913 według projektu Samuela J. Rabinowicza. Stanęła na miejscu starej synagogi. Środki na budowę zebrano ze sprzedaży mięsa koszernego oraz z prywatnych darowizn. 
Podczas II wojny światowej 17 września 1939 Białystok został zajęty przez Niemców, a następnie 22 września 1939 uroczyście przekazany oficerom Związku Radzieckiego.         22 czerwca 1941 Niemcy zaatakowały ZSRR i 27 czerwca w godzinach porannych zajęły miasto. Tego samego dnia niemieccy policjanci z 309. batalionu policji i pododdział żołnierzy Wehrmachtu z 350. pułku piechoty zapędzili do synagogi 800 Żydów i podpalili budynek. Do próbujących ratować się ucieczką strzelano z broni maszynowej, a ogień z płonącej synagogi przeniósł się również na sąsiednie budynki.

### Architektura
Murowany gmach synagogi wzniesiono na planie kwadratu. Najbardziej charakterystycznym elementem była wielka kopuła (o średnicy około 10 m) z iglicą oraz neobizantyjskie dwie mniejsze kopuły znajdujące się w alkierzach. Wszystkie kopuły pokryte były blachą, największa z nich posiadała 8 okienek. Na piętrze znajdowały się neogotyckie półokrągłe zakończone okna. Galeria dla kobiet znajdowała się na piętrze z trzech stron. W bożnicy znajdował się chór z organami.

## Upamiętnienie
Na miejscu spalonej synagogi postawiono pomnik – zniszczoną kopułę synagogi oraz tablicę pamiątkową o treści: „Święty nasz wspaniały przybytek stał się pastwą ognia, 27 czerwca 1941 r. 2 000 Żydów niemieccy mordercy spalili w nim żywcem” ufundowany w 1995 roku przez Żydów białostockich z całego świata oraz miasto Białystok. Pomnik powstał według koncepcji Michała Flikiera, projekt oraz realizację wykonali artyści plastycy: Maria Dżugała-Sobocińska, Stanisław Ostaszewski, Dariusz Sobociński.
Pomnik Wielkiej Synagogi jest jednym z punktów otwartego w czerwcu 2008 r. Szlaku Dziedzictwa Żydowskiego w Białymstoku opracowanego przez grupę doktorantów i studentów Uniwersytetu w Białymstoku – wolontariuszy Fundacji Uniwersytetu w Białymstoku.

## Galeria

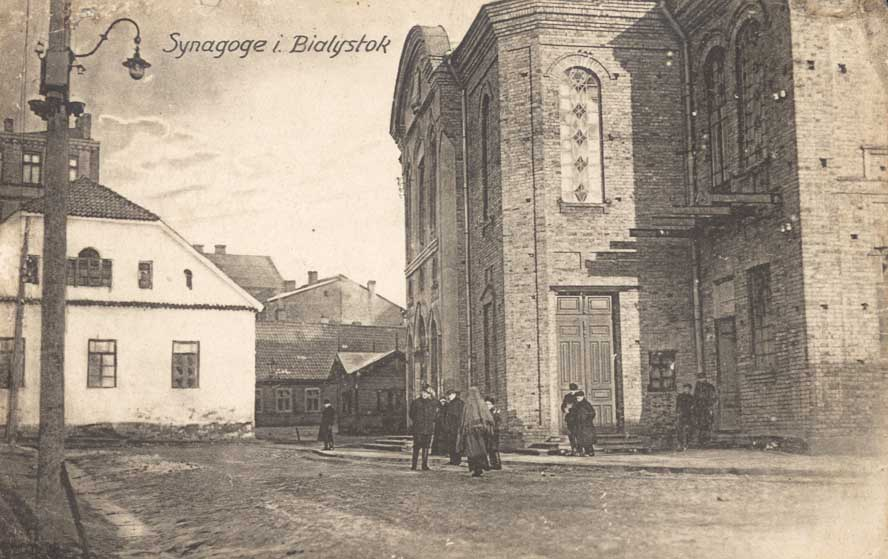
Główne wejścia do synagogi. W tle synagoga Nomer Tamid
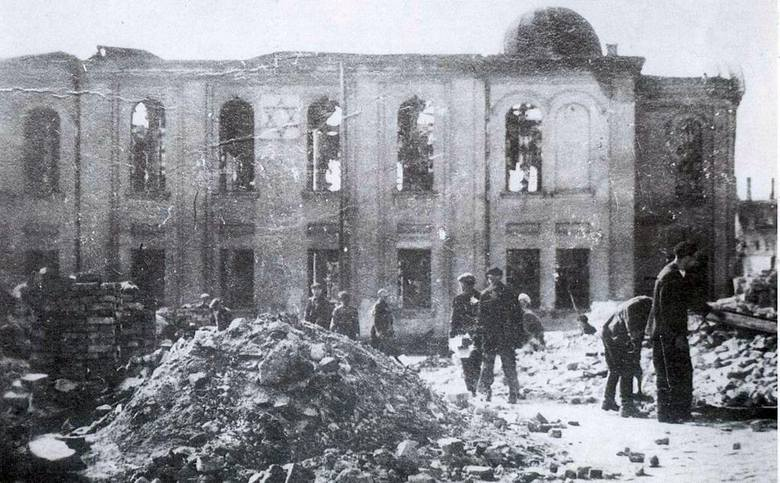
Wielka Synagoga po zniszczeniu, 1941
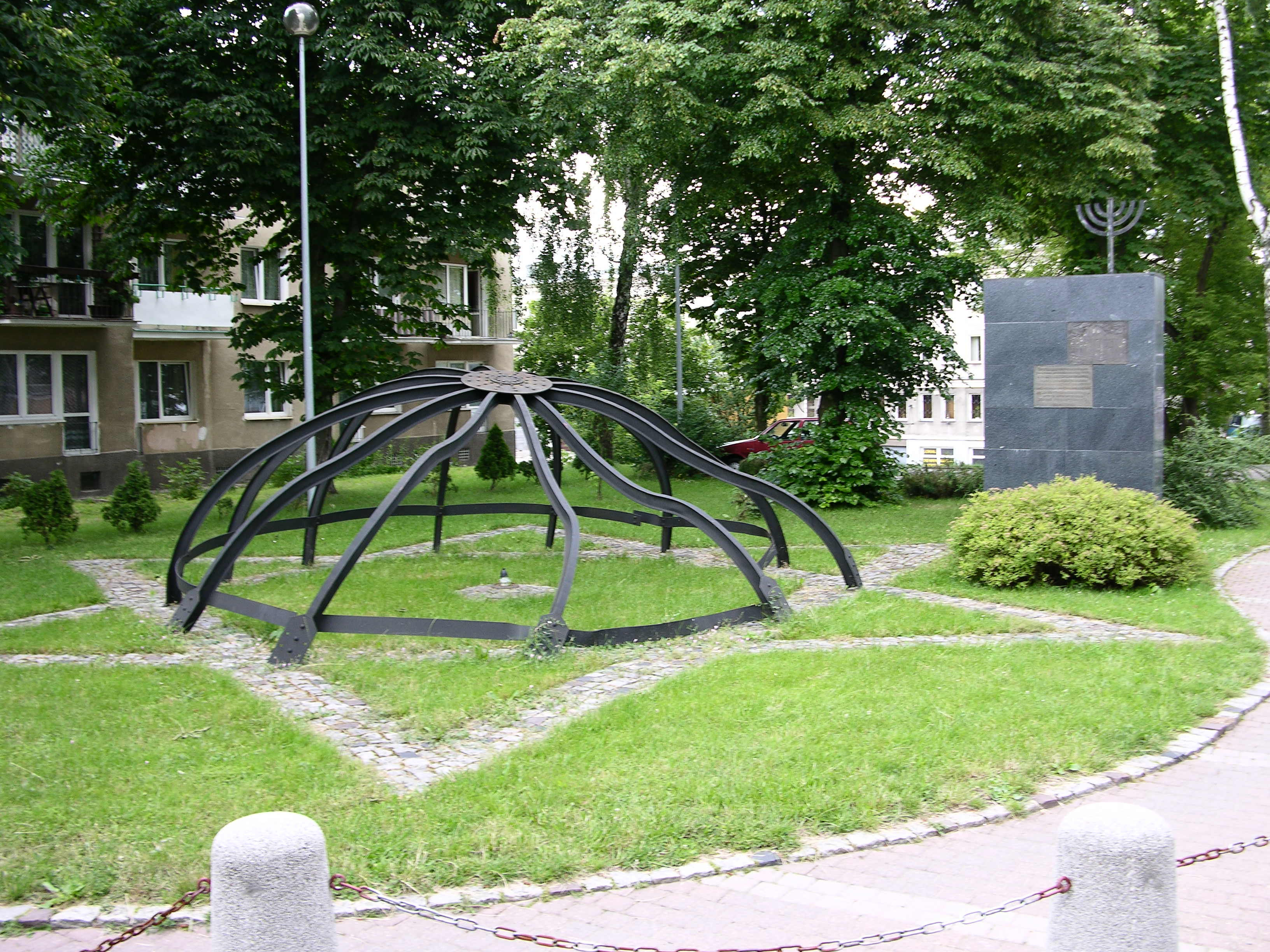
Kopuła synagogi jako pomnik wydarzeń z 1941 roku.
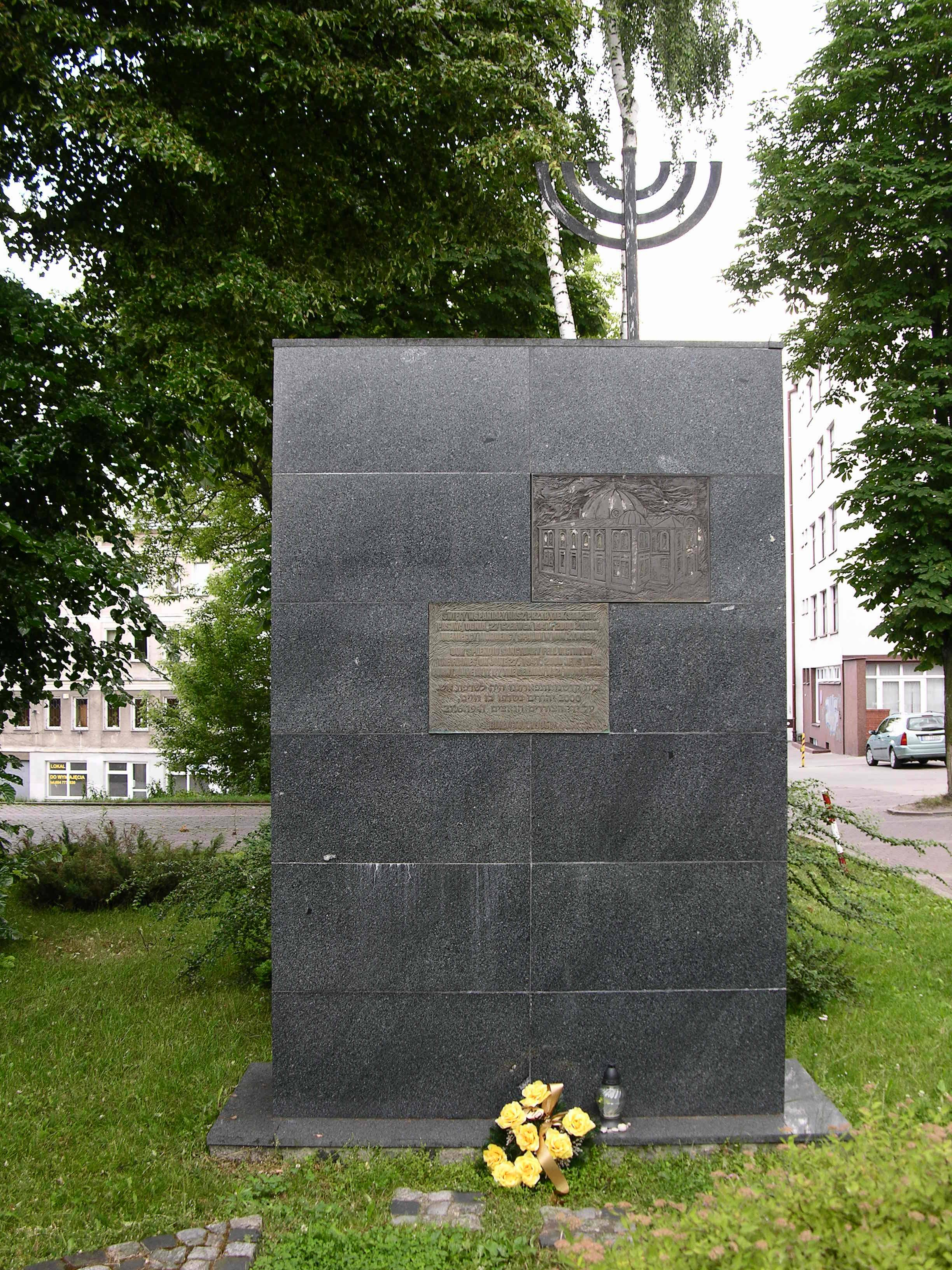
Pomnik obok kopuły Wielkiej Synagogi.
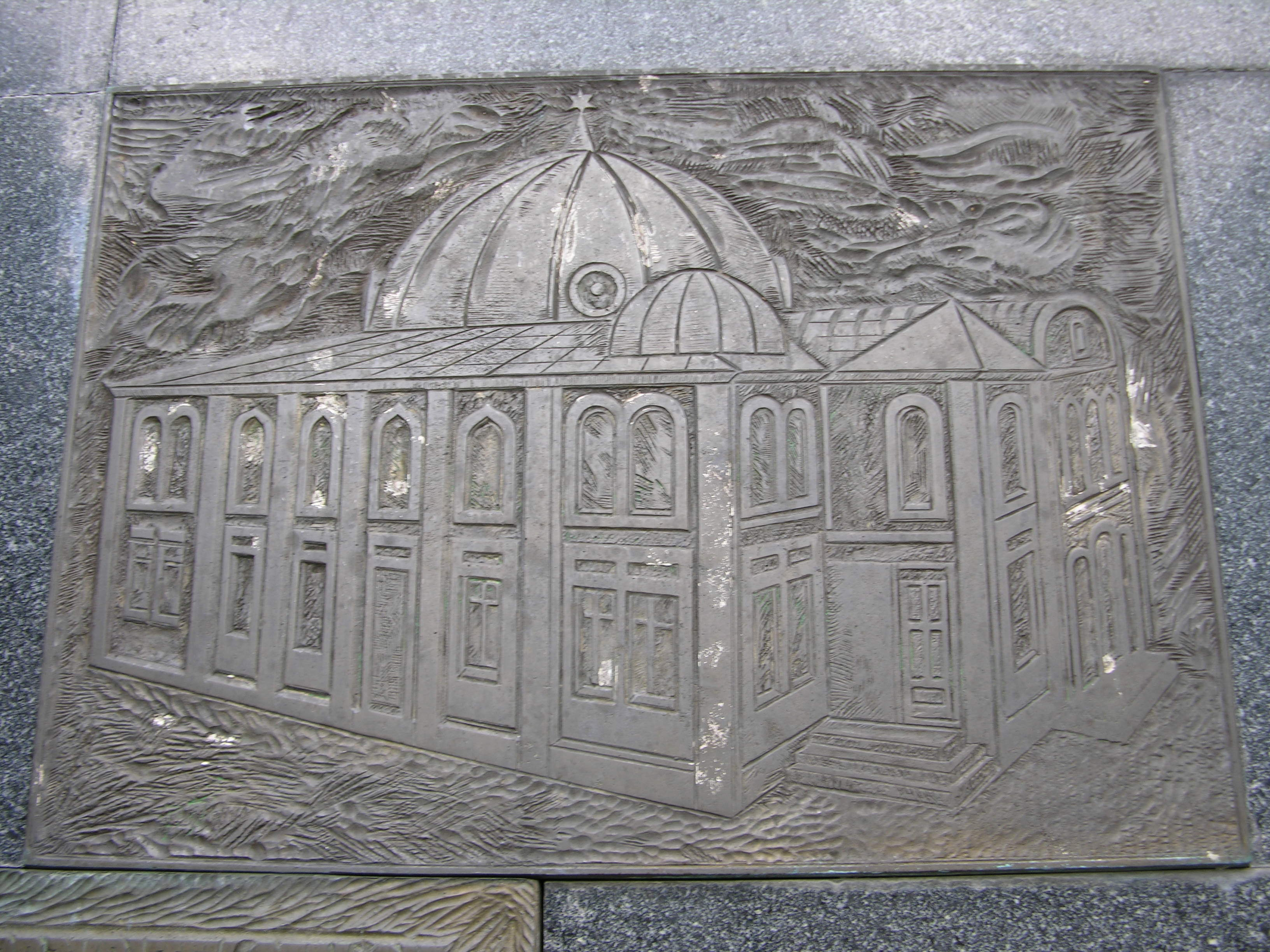
Tablica upamiętniająca Wielką Synagogę.
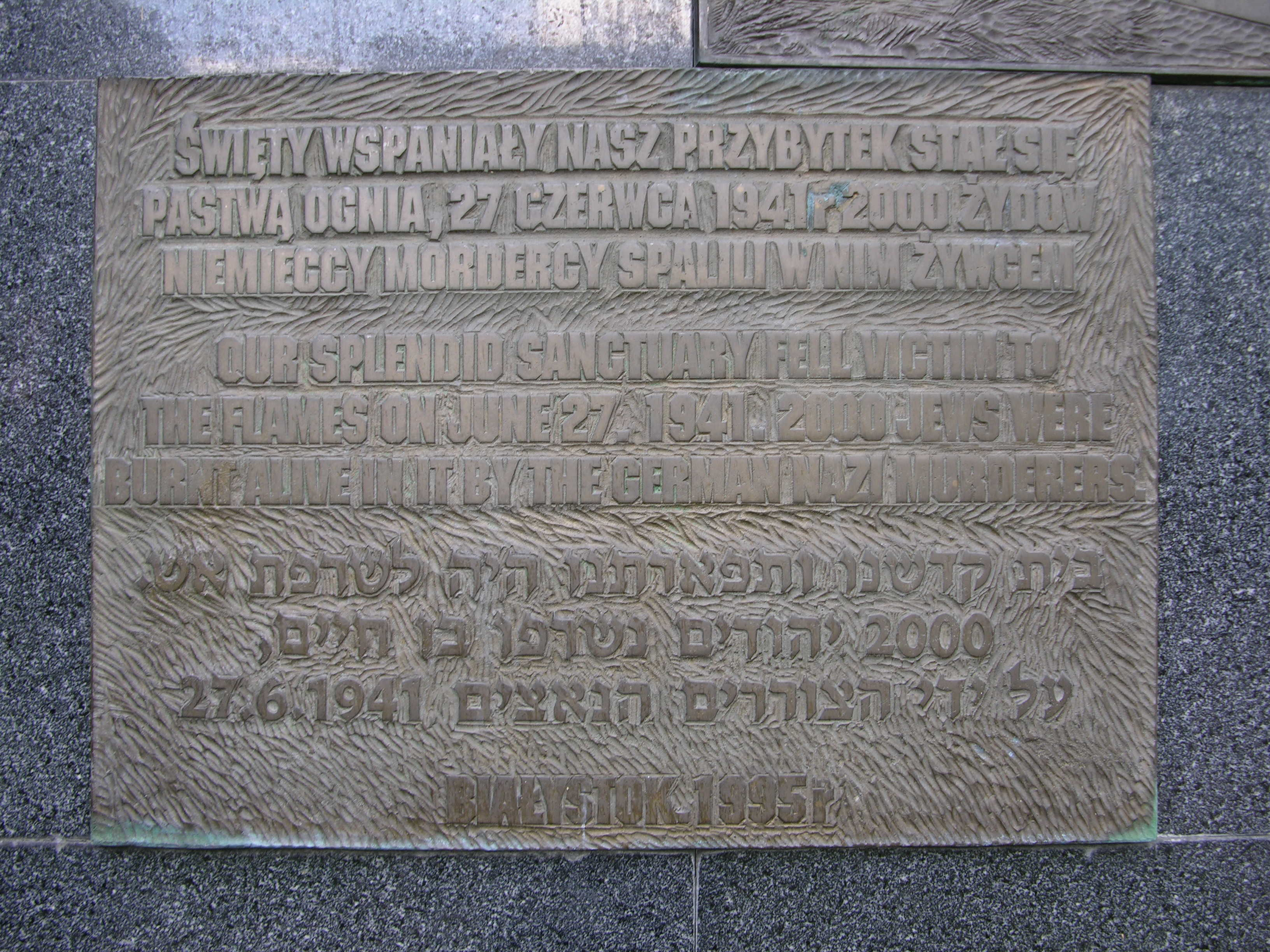
Tablica pamiątkowa w trzech językach.
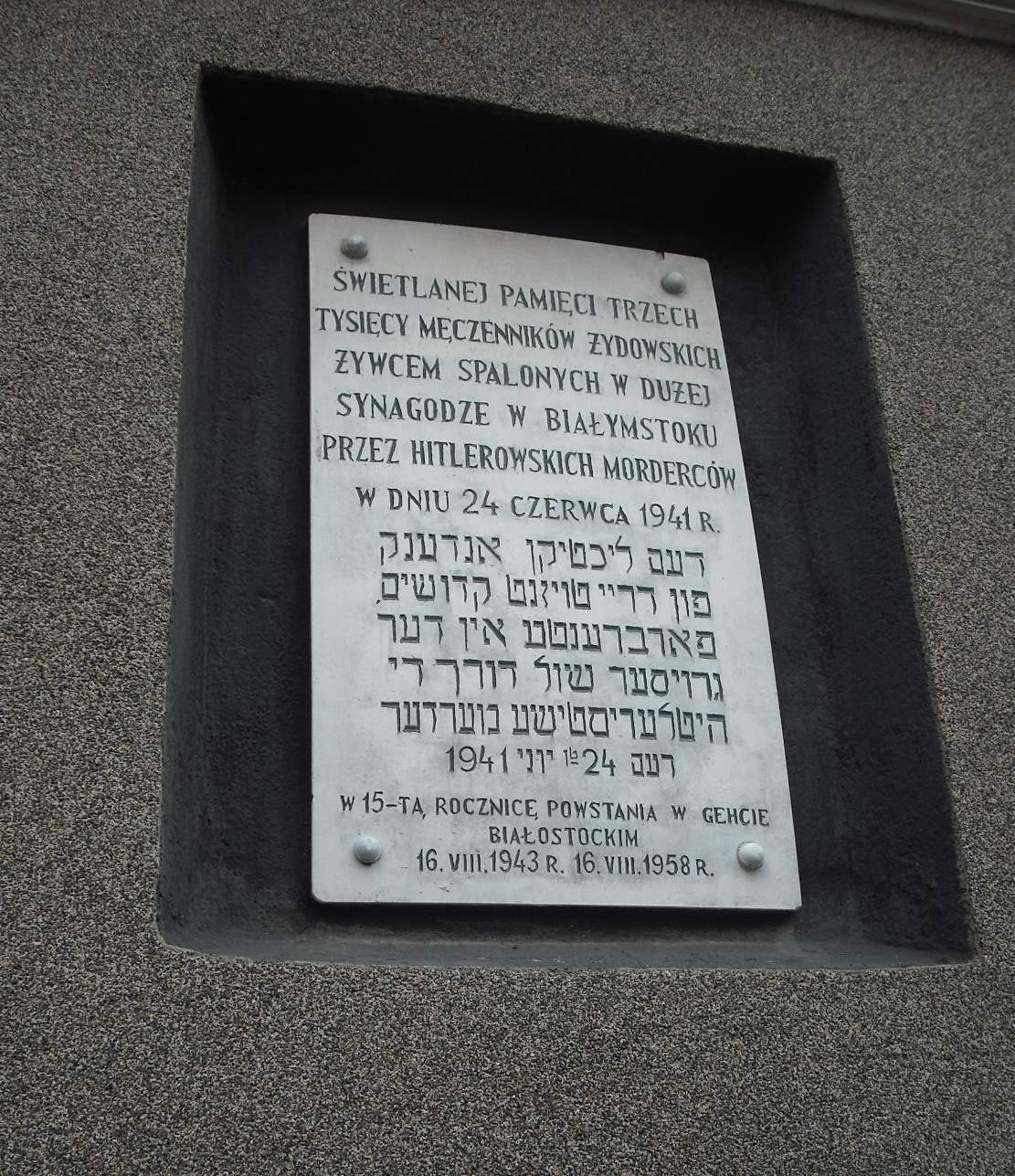
Tablica pamiątkowa (z 1958 roku) w miejscu gdzie stała Synagoga